# Ferrovia Alcázar de San Juan-Cadice
La ferrovia Alcázar de San Juan-Cadice è una linea ferroviaria spagnola che unisce la regione centrale della Meseta con l'Andalusia. Un tempo di grande importanza in quanto unico collegamento ferroviario tra Madrid a Siviglia, è oggi giorno servita principalmente dal trasporto regionale in seguito all'apertura nel 1992 della linea ferroviaria ad alta velocità Madrid-Siviglia.

## Storia
Nel luglio del 1854 entrò in servizio una linea che collegava Jerez de la Frontera al Trocadero, costruita per l'esportazione del vino Sherry. Il progetto di questa piccola linea risale al 1829 e fu la prima concessione ferroviaria in Spagna. Negli anni successivi furono messe in funzione altre tratte che sarebbero passate nelle mani della Compagnia Ferroviaria Siviglia-Jerez e Cadice. Così, nel maggio 1860, furono completati i lavori di costruzione della linea che collega Jerez a Siviglia. Finalmente, il 13 marzo 1861, fu completata la strada Trocadero-Cadice. A quel tempo esisteva già un progetto che mirava a collegare Cordova e Siviglia per ferrovia, e la Compagnia Ferroviaria Cordoba-Siviglia aveva già iniziato i lavori di costruzione nel 1857. I lavori procedettero a buon ritmo e a metà del 1859, terminati tutti i tratti, la nuova linea ferroviaria era già in servizio.
Allo stesso tempo, nel 1859, la Compañía de los Ferrocarriles de Madrid a Zaragoza y Alicante (MZA) iniziò ad espandersi anche in Andalusia. Nell'aprile dello stesso anno ottenne infatti la concessione per costruire una ferrovia che unisse da Alcázar de San Juan a Ciudad Real. I lavori di costruzione, iniziati nello stesso anno, furono completati nel marzo 1861. Nel frattempo, nell'ottobre del 1860, la MZA aveva ottenuto la concessione statale anche per la costruzione di una linea ferroviaria tra Manzanares e Cordova lunga complessivamente 243,6 km che avrebbe attraversato il porto di Despeñaperros e la valle del Guadalquivir. A causa delle difficoltà orografiche incontrate, i lavori sul tratto Manzanares-Córdoba furono completati solo nel settembre 1866, data in cui la linea fu aperta al traffico.